# Рансдорф, Милослав
Милослав Рансдорф (чеш. Miloslav Ransdorf, 15 февраля 1953 года, Раковник, Чехословакия — 22 января 2016 года, Прага, Чехия) — чешский коммунистический политик, философ и историк. С 1990 года по 1992 год депутат Федерального Собрания Чехословакии, с 1996 года по 2004 год депутат Нижней палаты чешского парламента, с 2004 года до своей смерти — депутат Европарламента. Состоял в Коммунистической партии Чехословакии, после её разделения в Коммунистической партии Чехии и Моравии, в Европарламенте входил во фракцию Европейские объединённые левые/Лево-зелёные Севера.
Приобрёл известность в СМИ периодическими происшествиями со своим участием.

## Биография
В 1977 году окончил философский факультет Карлова университета в Праге. В 1978 году защитил степень магистра, а в 1982 году докторскую диссертацию. В 1984—1992 годах работал в Академии наук Чехословакии.
После Бархатной революции вовлёкся в политику. Был членом Демократического форума коммунистов, занимавшимся реформированием Коммунистической партии Чехословакии (КПЧ), которая нуждалась в переменах в результате политических изменений в стране после ноября 1989 года.
На выборах 1990 года был избран в Палату народа Федерального Собрания Чешской и Словацкой Федеративных Республик, по пражскому избирательному округу от Коммунистической партии. После разделения Коммунистической партии перешёл в Коммунистическую партию Чехии и Моравии (КПЧМ). На выборах 1992 года участвовал в коалиции Левого блока. Проходил в парламент Чехии от КПЧМ в 1996, 1998 и 2002 годах.
Был членом Исполнительного комитета КПЧМ. В начале века представлял в КПЧМ реформаторское крыло, которое выделялось на фоне остальных консервативных функционеров. Поддерживал вступление Чешской республики в Европейский союз, за что в партии был подвергнут критике. Критический отклик в консервативной части партии вызвала и его книга о новом прочтении Маркса (чеш. Nové čtení z Marxe). В 2002 году партия приняла решение и объявила своим избирателям, что рекомендует всё же голосовать на референдуме против вступления в ЕС.
На выборах 2004 года был избран от Чехии в Европейский парламент, примкнул к фракции Европейские объединённые левые/Лево-зелёные Севера. Занимал должность заместителя председателя Комитета по промышленности, исследованиям и энергетики. Был переизбран на выборах 2009 и 2014 годов.
Занимает пророссийскую и антиамериканскую позицию. После начала войны неоднократно посещал Украину, в том числе Донецкую и Луганскую области, Крым.
Умер от инсульта 22 января 2016 года в возрасте 62 лет.
Был женат, есть дочь Анета 1990 года рождения.

## Происшествия
В 2006 году проходил как жертва в деле о покупке-продаже фальшивых картин известных художников.
Милослав Рансдорф несколько раз привлекал к себе внимание в связи с ДТП. В июне 2007 года сбил женщину на пешеходном переходе в пражском Дейвице, причинив ей легкие травмы. Избежал обвинений использовав депутатскую неприкосновенность. В июле 2008 года на пешеходном переходе в Праге сбил девушку, которая была госпитализирована с травмами головы. В апреле 2010 года столкнулся с другим автомобилем выезжая со двора. В январе 2014 года был заснят говорящим за рулём по мобильному телефону.
Заснул на заседании Европейского парламента, что обсуждалось в чешской прессе в конце 2011 года.
В 2012 году стало известно о финансовых проблемах Милослава. Оказалось, что ещё в 2003 году он взял в долг у своего приятеля крупную сумму денег на строительство виллы. Не смог выплатить долг по истечении срока погашения векселя и подписал контракт на отсрочку, а затем просто прекратил общение. Вследствие этого было назначено судебное разбирательство по взысканию долга. В 2013 году стало известно, что Рансдорфу удалось погасить долг, в том числе и за счёт продажи квартиры, в противном случае его недвижимое имущество могло уйти с молотка.
В 2013 году директор пражского Музея рабочего движения обвинил Милослава Рансдорфа в мошенничестве, в том числе попытке украсть музейные экспонаты.
В 2013 году был уличён голландским журналистом в том, что заходит в Европарламент лишь на несколько минут в день, только для того, чтобы записаться на заседание, то есть приходит только за получением компенсации. Дело в том, что европарламентарии получают компенсацию в 300 евро в день, если участвуют в заседаниях. По задумке, эти деньги должны покрывать расходы на питание и проживание парламентариев.
3 декабря 2015 года Милослав Рансдорф, вместе с тремя словаками, был задержан швейцарской полицией в тот момент, когда пытался по поддельным документам снять в банке 350 млн евро.